# Companhia Viação Geral da Bahia
A Companhia Viação Geral da Bahia (CVGBA) foi criada pelos engenheiros Austricliano Honório de Carvalho, Jeronymo Teixeira de Alencar Lima e Miguel de Teive e Argollo, com a finalidade de unir a administração de companhias ferroviárias. 

## A Companhia
De acordo com Robério Santos Souza "a organização da CVGBa, conforme previsto no contrato de 29 de janeiro, foi oficializada no dia 19 de maio de 1909, no escritório da Estrada de Ferro de São Francisco, na cidade de Salvador, em local conhecido como Calçada, com a convocação de Teive e Argollo & Companhia. Entre os sócios chamados para a reunião, encontramos o negociante José Gonçalves de Oliveira Reis e o engenheiro Alencar Lima."
Inicialmente a Companhia recebe por Decreto n.º 7.308, de 29 de janeiro 1909, o arrendamento definitivo da Estrada de Ferro do São Francisco, e o arrendamento provisório da Estrada de Ferro da Bahia ao São Francisco, do ramal do Timbó e dos trechos que fossem sendo entregues ao tráfego do prolongamento do Timbó a Propriá, e da Estrada de Ferro Central da Bahia. Por Decreto nº 9.029, de 11 de Outubro de 1911 a União transfere para a Compagnie des Chemins de Fer Fédéraux de l'Est Brésilien o contrato celebrado por decreto nº 6.848, de 31 de março de 1911, com a Companhia Viação Geral da Bahia.